# Marek Jońca
Marek Jan Jońca (ur. 26 lipca 1950 w Zbigniewicach) – polski samorządowiec i rolnik, w latach 2006–2018 burmistrz Koprzywnicy, od 2018 członek zarządu województwa świętokrzyskiego VI kadencji.

## Życiorys
Ukończył studia z rolnictwa i ochrony środowiska na Akademii Rolniczej w Lublinie. Kształcił się w zakresie administracji samorządowej w Wyższej Szkole Administracji Publicznej w Kielcach. W latach 1976–2006 pracował w kopalni siarki w Tarnobrzegu. Zajął się też prowadzeniem własnego gospodarstwa rolnego. Został współzałożycielem Stowarzyszenia „800-lecie Opactwa Cysterskiego w Koprzywnicy”.
W latach 1990–2006 zasiadał w radzie gminy Koprzywnica, w kadencji 1994–1998 pełnił funkcję jej przewodniczącego. W międzyczasie wstąpił do Prawa i Sprawiedliwości. W 2006, 2010 i 2014 wybierany na burmistrza Koprzywnicy. W 2018 uzyskał mandat radnego sejmiku świętokrzyskiego. 22 listopada 2018 został wybrany członkiem zarządu województwa, odpowiedzialnym m.in. za rolnictwo, ochronę środowiska i gospodarkę przestrzenną.
Syn Jana i Marianny. Żonaty, ma dwóch synów. Mieszka w Zbigniewicach-Kolonii.
Odznaczony Srebrnym (2004) i dwukrotnie Złotym (2008, 2017) Krzyżem Zasługi.